# Ruszkowo (powiat średzki)
Ruszkowo – wieś w Polsce położona w województwie wielkopolskim, w powiecie średzkim, w gminie Środa Wielkopolska.
W latach 1975–1998 miejscowość położona była w województwie poznańskim.
Zobacz też: Ruszkowo, Ruszków